# Shiba Inu
Shiba Inu (тикер: SHIB) — децентрализованная криптовалюта, разработанная в августе 2020 года анонимом либо группой лиц, известной как «Риоши». Криптовалюта названа в честь шиба-ину (яп. 柴犬), японской породы собак, происходящей из региона Тюбу. Это та же самая порода, которая символизирует криптовалюту Dogecoin, основанную на меме Доге. Шиба-ину характеризуют как «мем-коин». Существуют опасения по поводу концентрации монеты вокруг одного кошелька, контролирующего токены на миллиарды долларов, а также бешеных покупок со стороны розничных инвесторов, мотивированных страхом упустить выгоду.
Shiba Inu был создан в августе 2020 года, и был представлен как «убийца догикоина». 13 мая 2021 года Виталик Бутерин пожертвовал более 50 триллионов SHIB (на тот момент на сумму более 1 миллиарда долларов) в фонд помощи Индии «COVID-Crypto Relief Fund».
Цена криптовалюты на бирже заметно выросла в начале октября 2021 года. За неделю её стоимость выросла на 240 %. Однако в начале ноября цена упала и продолжила падение, потеряв к концу месяца примерно 55 % своей стоимости.